# Yoshijirō Umezu
Yoshijirō Umezu (jap. 梅津 美治郎 Umezu Yoshijirō; ur. 4 stycznia 1882 w Nakatsu w prefekturze Ōita, zm. 8 stycznia 1949 w Tokio) – generał Cesarskiej Armii Japońskiej, zbrodniarz wojenny. 

## Kariera wojskowa
W 1903 roku, po ukończeniu akademii wojskowej został wysłany do Niemiec i Danii. W Danii był wojskowym obserwatorem. W latach 1919–1921 pełnił funkcję attaché wojskowego w Szwajcarii. W latach 20. został członkiem organizacji Tōsei-ha, w skład której wchodzili Hajime Sugiyama, Kuniaki Koiso, Tetsuzan Nagata i Hideki Tōjō. Reprezentowali oni umiarkowane skrzydło sił zbrojnych, w opozycji do radykalnej organizacji Kōdō-ha kierowanej przez Sadao Arakiego. 
W latach 1923–1924 pracował jako instruktor w 3. Dywizji Piechoty. Na początku lat 30. został członkiem japońskiego sztabu generalnego. W sierpniu 1930 został generałem majorem. Od 1931 do 1940 walczył w Mandżurii i Chinach w Armii Kwantuńskiej. W latach 1934–1935 był dowódcą 2. Dywizji Piechoty Armii Kwantuńskiej. 
W 1936 został zastępcą ministra wojny. W 1938 powrócił do Chin jako dowódca 1 Armii. W latach 1939–1944 był naczelnym dowódcą Armii Kwantuńskiej. W lipcu 1944 został szefem sztabu armii. W sierpniu 1945 opowiedział się za kontynuowaniem obrony Wysp Japońskich przed inwazją aliantów.
W 1945 roku wydał rozkaz odstąpienia od planowego ataku biologicznego na Stany Zjednoczone. Argumentował to słowami: Jeśli dojdzie to wybuchu wojny biologicznej, jej skala przerośnie rozmiary konfliktu między Japonią a Ameryką; wywiąże się walka ludzkości z bakteriami, która nie będzie miała końca. Japonia narazi się na pogardę całego świata.
2 września 1945 na pokładzie pancernika USS „Missouri” podpisał w imieniu japońskich sił zbrojnych akt bezwarunkowej kapitulacji Japonii. Został aresztowany przez aliantów, postawiony przed Międzynarodowym Trybunałem Wojskowym dla Dalekiego Wschodu w Tokio i oskarżony o udział w zbrodniach wojennych. Został uznany winnym i skazanym na dożywocie. Podczas pobytu w więzieniu przeszedł na chrześcijaństwo.
Zmarł 8 stycznia 1949 na raka jelita grubego.